# Grimentz
Grimentz foi uma comuna da Suíça, no Cantão Valais, com cerca de 445 habitantes. Estendia-se por uma área de 58,4 km², de densidade populacional de 8 hab/km². Confinava com as seguintes comunas: Ayer, Evolène, Nax, Saint-Jean, Saint-Martin. 
A língua oficial nesta comuna era o Francês.

## História
Em 1 de janeiro de 2009, passou a formar parte da comuna de Anniviers.